# Altes Polizeipräsidium (Frankfurt am Main)

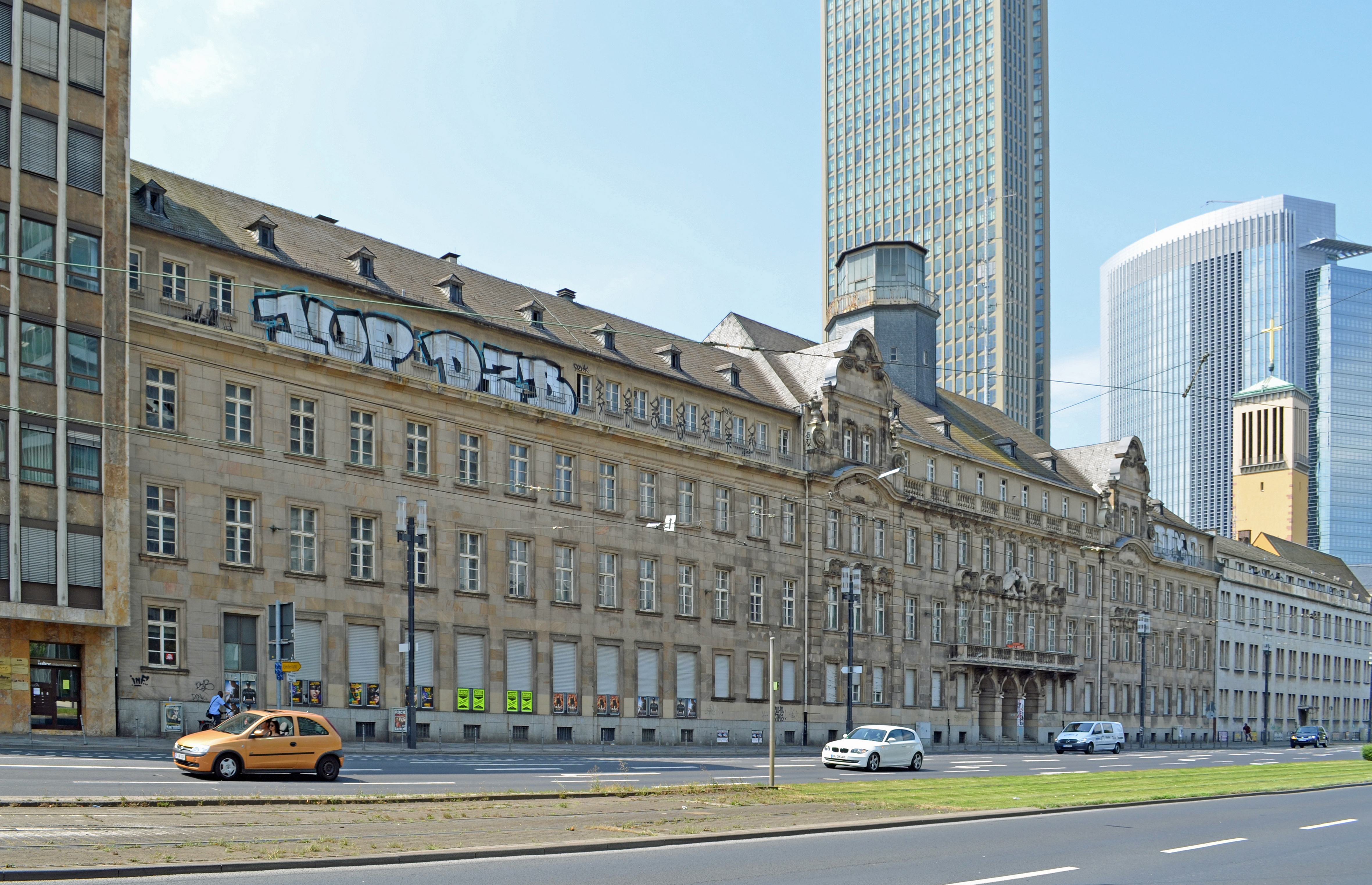
Altes Polizeipräsidium (2013)

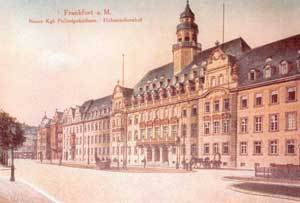
Altes Polizeipräsidium (Ansichtskarte 1914)

Das Alte Polizeipräsidium ist ein 1911 bis 1914 errichtetes Verwaltungsgebäude in Frankfurt am Main, das von 1914 bis 2002 Sitz des Frankfurter Polizeipräsidiums war und dessen Fassade unter Denkmalschutz steht.

## Lage
Das Gebäude steht auf dem 15.000 Quadratmeter großen Grundstück Friedrich-Ebert-Anlage 5–11 im Stadtteil Gallus, das sich zwischen Mainzer Landstraße im Süden, Ludwigstraße im Westen und Hohenstaufenstraße im Norden erstreckt. Dem Alten Polizeipräsidium benachbart sind die Falkschule und die evangelische Matthäuskirche.

## Geschichte

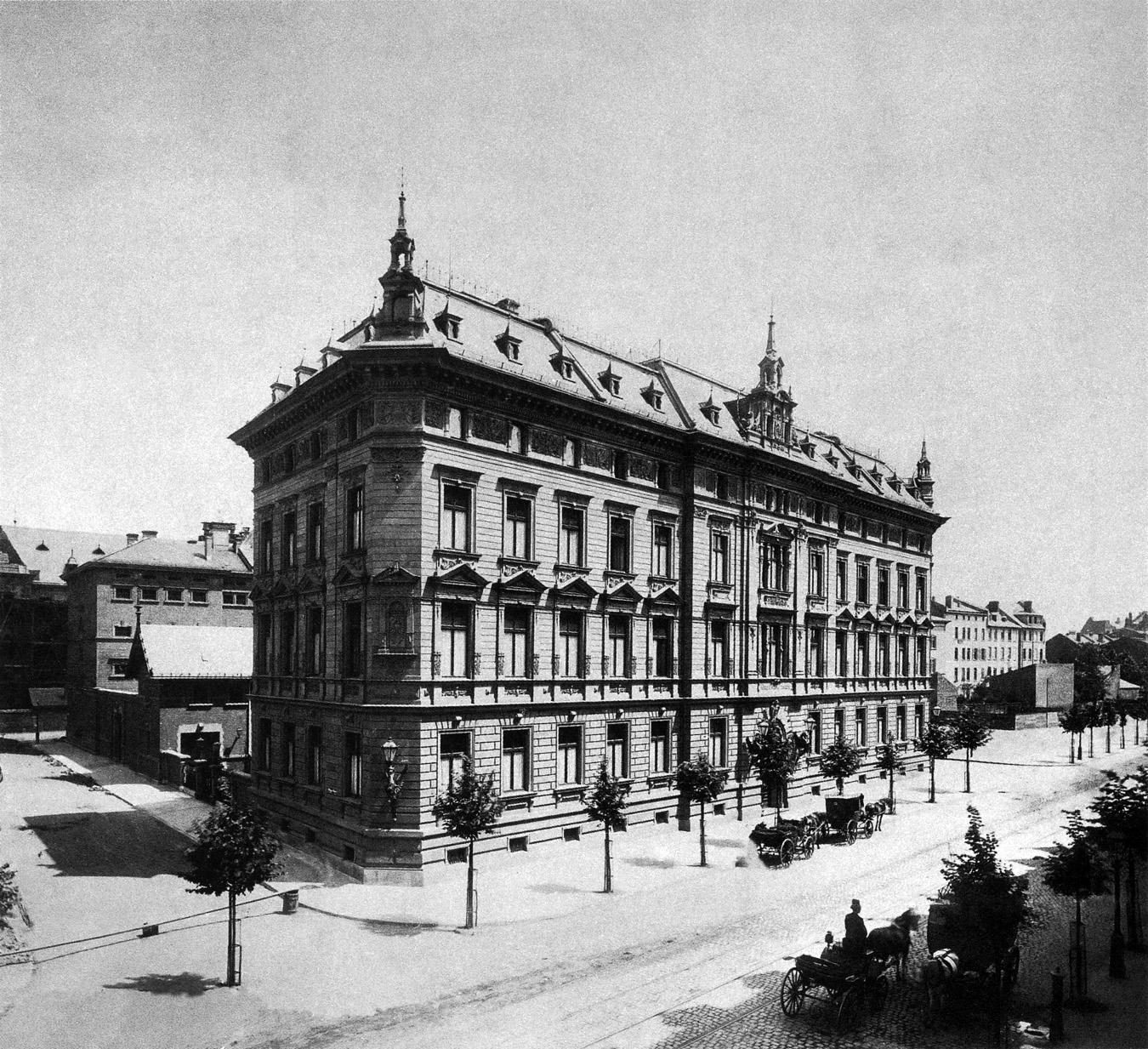
Vorgängerbau an der Ecke Neue Zeil / Klingerstraße (um 1888)

Nach der Annexion der Freien Stadt Frankfurt durch das Königreich Preußen im Jahr 1866 diente zunächst der mittelalterliche Clesernhof, ein nicht mehr bestehender Gebäudekomplex am Römer, als erstes Polizeipräsidium. 1886 entstand auf dem ehemaligen Klapperfeld an der Neuen Zeil ein neues Polizeipräsidium, dessen Polizeigewahrsam bis 2002 in Betrieb war. Wegen der zunehmenden räumlichen Enge an der Zeil wurde 1914 am damaligen Hohenzollernplatz (der heutigen Friedrich-Ebert-Anlage) das „Neue Königliche Polizeipräsidium am Hohenzollernhof“ bezogen. Es wurde in historistischem Stil in einer Mischung aus Neobarock und Neoklassizismus errichtet.
Bei den Luftangriffen auf Frankfurt im Zweiten Weltkrieg wurde das Gebäude 1944 fast zur Hälfte zerstört. Bis zur Wiederherstellung 1954 war ein großer Teil der Polizei an andere Orte im Stadtgebiet ausgelagert. 2002 zog das Präsidium in einen Neubau an der Adickesallee im Nordend und gab den Standort an der Friedrich-Ebert-Anlage auf. Das Gebäude steht seit dem weitgehend leer und wird nur teilweise gewerblich genutzt. Es ist heute ein Kulturdenkmal aufgrund des Hessischen Denkmalschutzgesetzes.
Im März 2018 gab das Land Hessen den Verkauf des Alten Polizeipräsidiums für 212,5 Millionen Euro an die Düsseldorfer Gerchgroup bekannt. Der Erlös soll in Wohnungsbau und Bildung fließen. Geplant waren die Sanierung des Altbaus und ein Neubauensemble mit Wohnungen (darunter 30 Prozent gefördertes Wohnen), Büros, einem Hotel sowie einer Kindertagesstätte und einer Turnhalle für die Falkschule. Etwa 800 Millionen Euro sollten privat investiert werden. Man wollte einen städtebaulich-architektonischen Entwurf in einem Wettbewerbsverfahren unter Beteiligung der Stadt Frankfurt entstehen lassen. Der Baubeginn war für 2022 geplant, die Fertigstellung für 2026. Insgesamt handelt es sich um ein über 15.000 m² großes Grundstück an der Ecke Friedrich-Ebert-Allee/Mainzer Landstraße, das teils mit Hochhäusern bebaut werden soll. Vor dem Verkauf des Areals hatten die Stadt Frankfurt und das Land Hessen über den Verkaufspreis gestritten.
Im August 2023 wurde bekannt, dass der Projektentwickler Gerch Insolvenz angemeldet hat. Die Folgen für das Projekt Altes Polizeipräsidium sind unklar.